# Kunstjahr 1763
Liste der Kunstjahre

◄ | 1759 | 1760 | 1761 | 1762 | Kunstjahr 1763 | 1764 | 1765 | 1766 | 1767 | ► | ►►

Weitere Ereignisse
Dieser Artikel behandelt das Kunstjahr 1763.

## Geboren
- 05. Mai: Johann Michael Petzinger, hessen-darmstädtischer Soldaten- und Hofmaler sowie Ingenieur († 1833)
- 15. Juni: Kobayashi Issa, japanischer Haiku-Dichter († 1828)
- 22. Juli: Johann Heinrich Ramberg, deutscher Maler und Zeichner († 1840)
- 07. August: Johann Jakob Biedermann, Schweizer Maler, Grafiker und Radierer († 1830)
- 08. August: Charles Bulfinch, US-amerikanischer Architekt († 1844)
- 19. November: Carl Ludwig Fernow, deutscher Kunsttheoretiker, Romanist und Bibliothekar († 1808)
- 25. November: Germain-Jean Drouais, französischer Maler († 1788)

## Gestorben
- 23. Januar: Jean-François Oeben, deutscher Ebenist (* 1721)
- 29. Januar: Johan Ludvig, dänischer Kanzler, Kunst- und Literatursammler (* 1694)
- 30. März: Ridolfino Venuti, italienischer Antiquar, Archäologe, Numismatiker und Kunsthistoriker (* 1705)
- 02. April: Johann Georg Bschorer, deutscher Bildhauer (* 1692)
- vor 9. April: Georg Christoph Sturm, deutscher Architekt und erster Braunschweiger Hofbaumeister (* 1698)
- 18. April: Franz Anton Bustelli, Schweizer Bildhauer und Modellierer (* 1723)
- 27. April: Johann Georg Üblhör, deutscher Stuckateur und Bildhauer (* 1700)
- vor dem 28. April: Franz Xaver Feuchtmayer, deutscher Stuckateur (* 1698)
- 20. Mai: Georg Sebastian Urlaub, fränkischer Maler (* 1685)
- 24. Mai: Friedrich Karl von Hardenberg, hannoverscher Diplomat, Kriegspräsident und Gartenarchitekt (* 1696)
- 29. August: Georg Wilhelm Bauernfeind, deutscher Zeichner und Kupferstecher (* 1728)
- 12. September: Johann Joseph Couven, deutscher Architekt und Baumeister des Barock (* 1701)
- 22. Oktober: Frans van Mieris der Jüngere, niederländischer Genre- und Bildnismaler und Radierer (* 1689)
- 27. Oktober: Lorenz Natter, deutscher Edelsteinschleifer, Gemmenschneider und Medailleur (* 1705)